# Bìm màu thịt
Bìm màu thịt (danh pháp: Ipomoea carnea) là một loài thực vật có hoa trong họ Bìm bìm. Loài này được Jacq. mô tả khoa học đầu tiên năm 1760.

## Hình ảnh

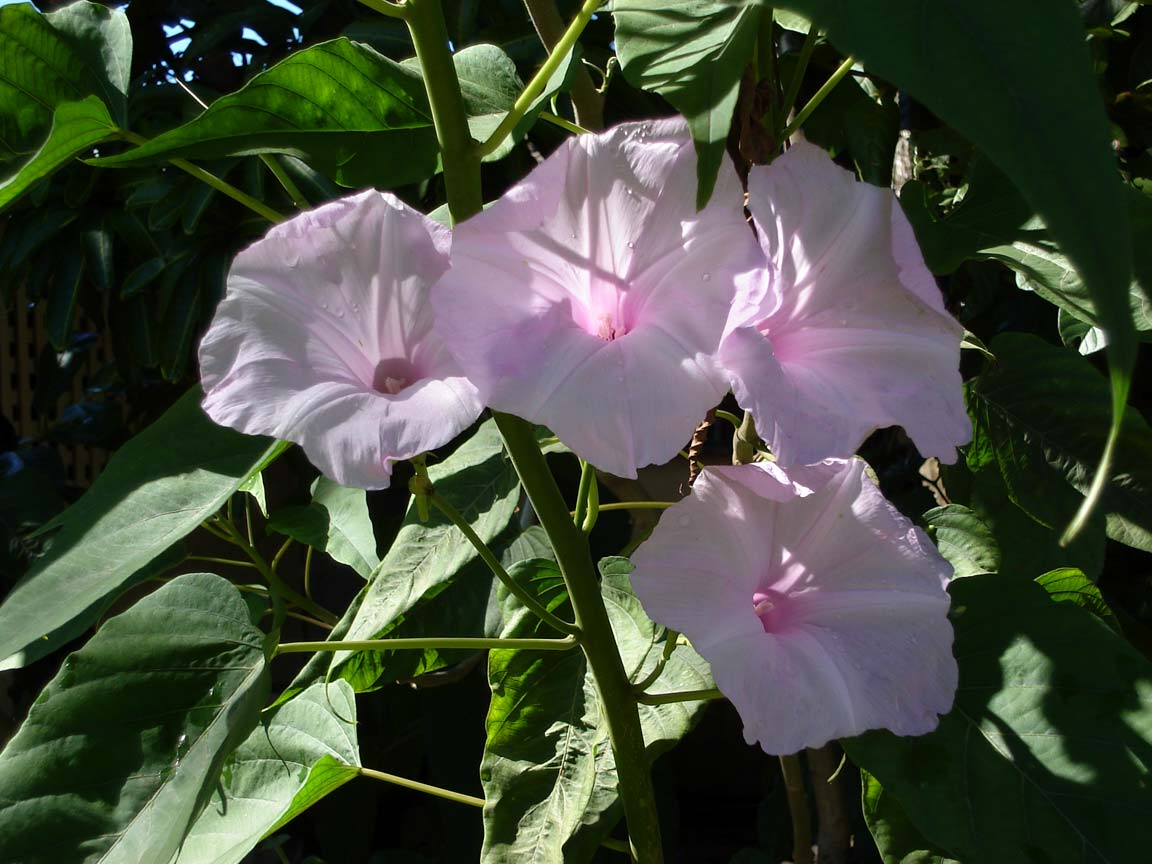
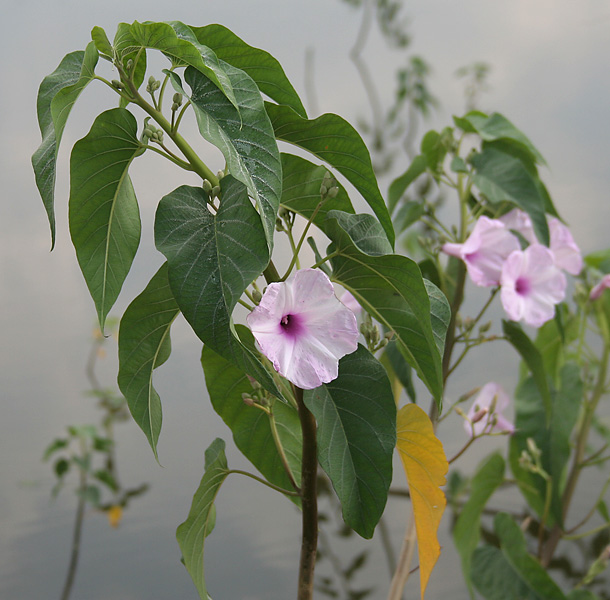
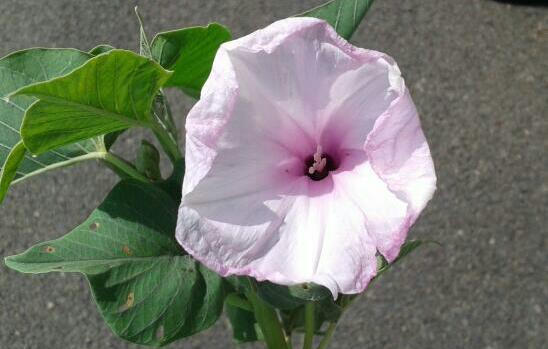
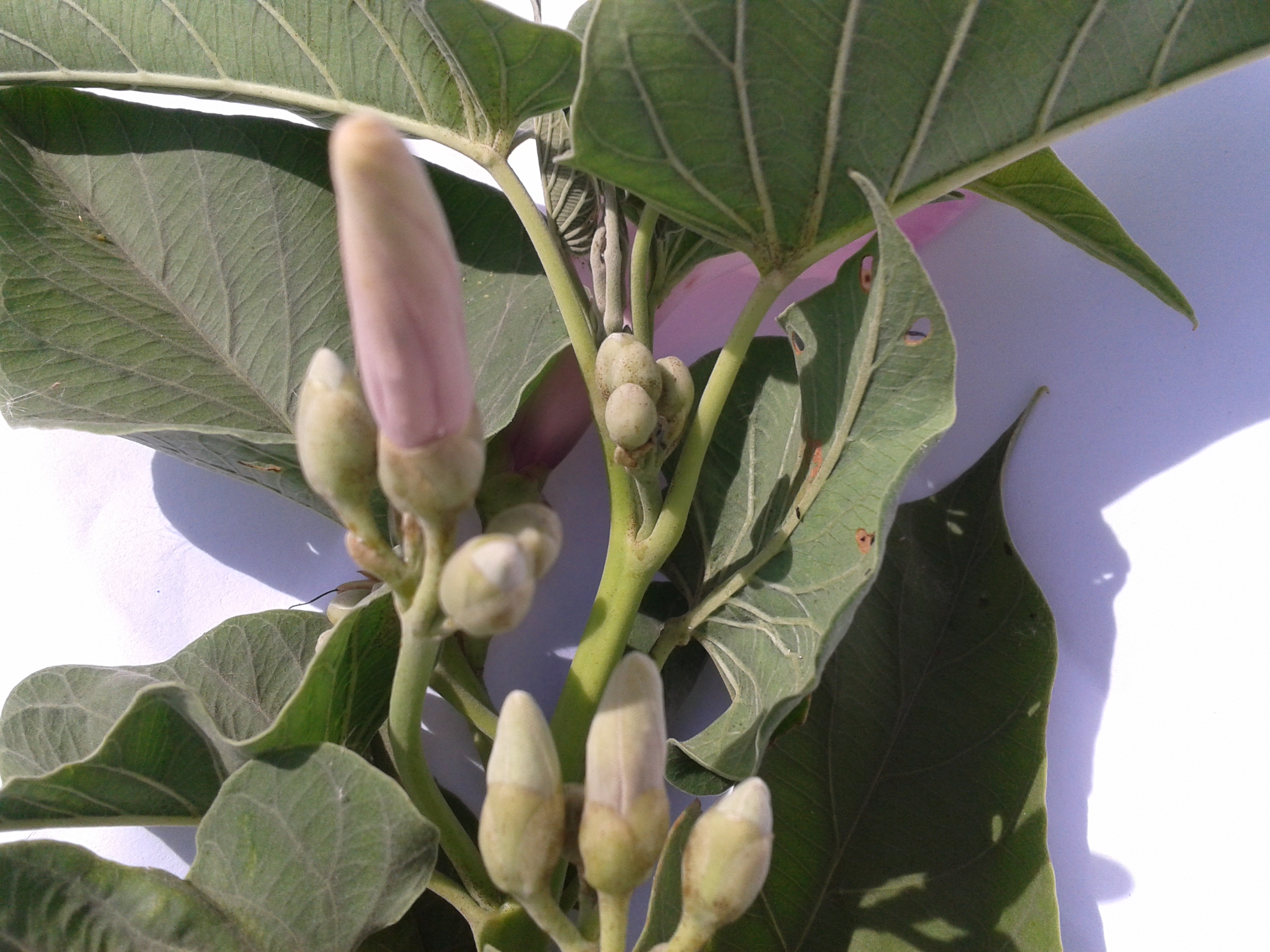